# Skiltron
Skiltron é uma banda de folk/pagan/celtic metal formada no ano de 2004 em Buenos Aires, Argentina. A banda já abriu shows do grupo finlandês Korpiklaani na turnê deles pelo Brasil.

## Membros
- Emilio Souto − guitarra, bandolim, bouzouki
- Juan José Fornés − guitarra
- Fernando Marty − baixo
- Diego Valdez − vocais
- Matias Pena − bateria
- Pablo Allen − gaita de fole, flauta irlandesa

## Discografia
- The Clans Have United (2006)
- Beheading the Liars (2008)
- The Highland Way (2010)
- Into the Battleground (2013)
- Legacy of Blood (2016)